# Best of the Beast
Best of the Beast е първата компилация на британската хевиметъл група Айрън Мейдън, включваща „най-доброто“ на групата. Албумът излиза в три формата: 34 парчета (4 диска), 27 парчета (2 диска) и 16 парчета (1 диск). Съдържа синглите и хитовете от периода 1980 – 1995, а освен тях и един нов сингъл, озаглавен Virus. В днешно време четвъртия диск е доста рядко срещан и много търсен от колекционерите. Албумът достига 16-о място в британските класации. Става платинен в Швеция и златен в Бразилия, Финландия и Великобритания.
Обложката е направена от Дерек Ригс, който е направил и повечето обложки на групата. Представлява „сбирка“ от най-известните превъплъщения на Еди от: Piece of Mind, Powerslave, Somewhere in Time, No Prayer for the Dying както и The Trooper, Live After Death и римейк на Killers.

### Издание от два диска

#### Диск Едно
Ново парче заBest of the Beast (1996)
1. Virus
Взето от The X Factor (1995)
2. Sign Of The Cross
3. Man on the Edge
Взето от X Factor World Tour, Готенбург 1 ноември (1995)
4. Afraid to Shoot Strangers (лайф)
Взето от Fear of the Dark (1992)
5. Be Quick or be Dead
Взето от A Real Live One (1993)
6. Fear of the Dark (лайф)
Взето от No Prayer for the Dying (1990)
7. Bring Your Daughter... to the Slaughter
8. Holy Smoke
Взето от Seventh Son of a Seventh Son (1988)
9. The Clairvoyant
10. Can I Play With Madness
11. The Evil That Men Do
Взето от Somewhere in Time (1986)
12. Heaven Can Wait
13. Wasted Years

#### Диск Две
Взето от Live After Death (1985)
1. Rime Of The Ancient Mariner (лайф)
2. Running Free (лайф)
Взето от Powerslave (1984)
3. 2 Minutes to Midnight
4. Aces High
Взето от Piece of Mind (1983)
5. Where Eagles Dare
6. The Trooper
Взето от The Number of the Beast (1982)
7 The Number Of The Beast
8. Run to the Hills
9. Hallowed Be Thy Name
Взето от Killers (1981)
10. Wrathchild
Взето от Iron Maiden (1980)
11. Phantom Of The Opera
12. Sanctuary
Взето от The Soundhouse Tapes (1979)
13. Strange World
14. Iron Maiden
|}

### Стандартно издание
1. The Number of the Beast
2. Can I Play With Madness
3. Fear of the Dark (Live)
4. Run to the Hills
5. Bring Your Daughter... to the Slaughter
6. The Evil That Men Do
7. Aces High
8. Be Quick or Be Dead
9. 2 Minutes to Midnight
10. Man on the Edge
11. Virus
12. Running Free (Live)
13. Wasted Years
14. The Clairvoyant
15. The Trooper
16. Hallowed Be Thy Name
- песни 1, 4 & 16 взети от The Number of the Beast (1982)
- песен 15 взета от Piece of Mind (1983)
- песни 7 & 9 взети от Powerslave (1984)
- песен 12 взета от Live After Death (1985)
- песен 13 взета от Somewhere in Time (1986)
- песни 2, 6 & 14 взети от Seventh Son of a Seventh Son (1988)
- песен 5 взета от No Prayer for the Dying (1990)
- песен 8 взета от Fear of the Dark (1992)
- песен 3 взета от A Real Live One (1993)
- песен 10 взета от The X Factor (1995)
- Virus записана специално за компилацията (1996)